# El

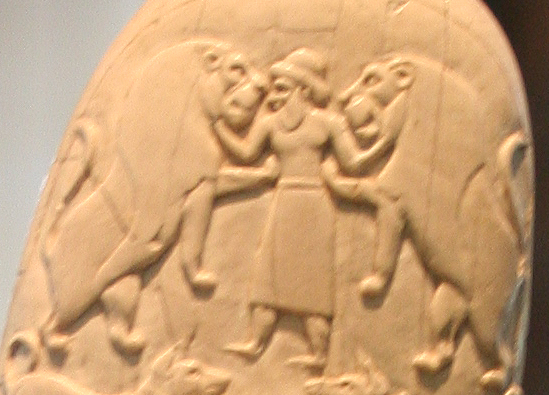
Imatge d'El lluitant amb dos lleons.

El era el déu principal de la mitologia cananea, també pertanyent a la mitologia fenícia. Se solia representar en forma de bou. Com a paraula semita, va formar part del vocabulari emprat pels jueus en la seva religió per a referir-se al déu únic i senyor. Els imperis accadis i amorrites l'anomenaven Eloà, Elà, que en àrab va esdevenir Al·là.
Es pot trobar escrit en diferents idiomes antics: ugarític: 𐎛𐎍; fenici: 𐤋𐤀; hebreu: אל‎; siríac: ܐܠ; àrab: إل o إله.

## Orígens i evolució
El déu El és d'origen babilònic o mesopotàmic, és la personificació d'Anu o, si més no, és on s'han trobat els textos més antics amb la paraula El. La mateixa paraula era emprada pels fenicis i altres pobles però amb diferents connotacions. Per als cananeus era la deïtat principal, el rei, creador de totes les coses, el jutge que dictava el que havien de fer tant els humans com els déus; va tenir dues esposes, Ashera i Anat, germana d'Hadad Baal Raman, senyor del tro, totes dues eren deesses de la fertilitat.
El és el pare de la «divina família» i president de l'assemblea dels déus a la Muntanya de la Reunió. És anomenat «bou» per la seva fortalesa i potència creativa, és «l'Ancià dels Dies», la «Roca de les Edats», és representat en una roca a Ras Shamra.
En els mites és classificat com a Bny Bnwt, que significa «creador de totes les coses creades», encara que alguns ho tradueixen com a «donador de potència». En les dues inscripcions trobades a Ras Shamra, El és retratat com un déu fred i distant, «en el flux dels [dos] rius», possiblement l'Edèn, d'on un riu fluïa per formar els rius Tigris, Eufrates, Guihon i Fison.
A més de ser considerat el creador, també era anomenat «el bondadós», «el compassiu», denominacions que es farien servir després a la Bíblia i l'Alcorà. Ni l'adoració d'aquesta divinitat ni el seu nom mai no van ser estigmatitzades en la Bíblia ni tan sols pels patriarques. De fet, Abraham va donar a un sacerdot anomenat Melquisedec el títol d'«El, l'Altíssim».
A Canaan el rei era nomenat «servidor d'El», títol que també tenia el rei israelita David «El servent de Déu». Això descrivia l'estatus dels reis antics com a executors de la voluntat divina. Aquest títol era vist com un privilegi i com una responsabilitat.
En les llengües semites del nord-oest la paraula El s'emprava per a referir-se a un déu, en sentit genèric. En els temps de Palestina, l'expressió «els fills d'El» volia dir «els amos dels vençuts adoradors del déu-bou El», i «les filles d'Adam» significaria les dones d'Adamà (sòl, terra), Adamà era una deessa de l'agricultura; en la Bíblia simbolitza la terra d'on Adam va ser pres, de les filles d'Adamà eren notòries les seves orgies (prostitució ritual). En aquells temps, era comú que hi hagués sacerdotesses sexuals, que servien en els temples: és possible que d'aquí vingui la història d'El que sedueix dues dones mortals, i aquestes li donaren fills semidivins, anomenats Xalem (perfecte), Xahar (alba), que té ales (segons el psalm 139:9), i l'Àngel caigut Helel (segons Isaïes, 14:12).

## Ugarit

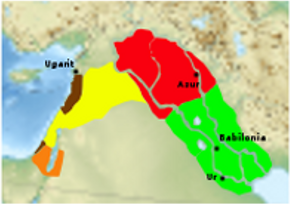
Cultures i territoris aproximats on es va fer servir la paraula El (déu, senyor):
Babilònia
Asíria
Fenícia
Canaan
Judea

A la ciutat estat d'Ugarit el déu El tenia una mitologia pròpia i era el pare del panteó local. La paraula El es fa servir, de vegades com a substituta de Baal (Haddad), el déu de la tempesta. El és llavors un déu del vapor, que està dominat pels déus de la generació més jove. La seva consort era Ashera.
El misteriosos texts ugarites narren com El va sorgir de la mar i va veure a la costa dues dones que es gronxaven. El es va sentir sexualment excitat i les va prendre, després va matar un ocell i el va encendre un foc per rostir-lo. Va demanar a les dones que l'avisessin quan ja estigués rostit i els va dir que s'adrecessin a ell com a pare o com a marit, ja que segons el nom que triarien, així es comportaria. Les dones van triar la paraula marit i ell es va unir a elles: d'una va engendrar Xaxar («l'alba») i de l'altra Xalim («la foscor»). Per segona vegada es van unir i van donar a llum als "déus de la gràcia", "la intel·ligència del mar" i "el fill del mar". Els noms d'aquestes esposes no són esmentats explícitament però sembla que podrien ser Athirat i Raḥmayyu.
Al cicle de Baal es diu que El residia al Mont Lel (Lel possiblement signifiqui «nit») on estava el naixement de dos i allí havia muntat una tenda, fet que segons alguns autors explicaria perquè El no tenia un temple a Ugarit. Els dos rius podrien ser un símbol mitològic que representaria l'aigua salada dels oceans i l'altre l'aigua dolça de les deus terrestres.
En un text fragmentat (catalogat R.S. 24.258) es descriu un banquet en què El convida altres déus i llavors s'emborratxa i acaba ofenent un déu anomenat Hubbay, "el de les banyes i la cua". El text acaba amb un encanteri útil per fer un guariment, possiblement per fer passar els efectes de l'embriaguesa.

## Posidó
La influència del terme cananeu va arribar a relacionar aquest déu amb el grec Posidó. Una inscripció bilingüe trobada a Palmira, que data del segle i, estableix l'equivalència entre «El, creador de la Terra» amb Posidó. En una altra inscripció bilingüe d'època anterior (segle viii aC) trobada a Karatepe, a les muntanyes del Taure s'equipara «El, creador de la Terra» amb un jeroglífic en luvi que es llegeix da-a-ś, que és la forma en idioma luvi del déu babilònic de les aigües Ea, senyor de l'abisme de les aigües subterrànies. Aquesta inscripció situa El en segon lloc en el panteó local, després de Ba`al Shamîm i abans que El Sol etern.
Se sap que Posidó va ser venerat a Beirut, la seva imatge estava present en monedes d'aquesta ciutat. L'anomenat Posidó de Beirut també era venerat a Delos on hi havia una associació de mercaders, propietaris de vaixells i comerciants anomenada Poseidoniastae Berytus, que s'havia fundat el 110 o 109 aC. Tres dels quatre santuaris a les oficines d'aquesta associació, situades al turó nord-oest del Llac Sagrat, estaven dedicades a Posidó. En aquesta ciutat adoraven també a Tique, que estava equiparada a Astarte i Eshmun.

## Elen els israelites
Aquesta mitologia cananea va arribar a introduir-se en el poble monoteista d'Israel. La Bíblia mostra aquest sincretisme en molts passatges, per exemple la concepció de Déu com a president en la "cort dels déus" o "la divina assemblea" (Bene El); també, per referir-se a la divina família d'El; el Deuteronomi,(capítol 32), comença amb els períodes en els quals el poble d'Israel dubtava entre el politeisme i el monoteisme i acaba amb la ferma adopció del monoteisme, una fe confirmada en la destrucció dels seus enemics.
També en el Deuteronomi, 32:8, es representa la primera etapa dels israelites en la seva evolució adaptant el concepte de la mitologia cananea de déu al comandament de la "cort divina", la concepció de déu com a «el primer» en la «divina assemblea» que no podria estar sense contenció, transformat en déu únic i desapareixent la cort completa en la nova religió.
La història d'Israel és narrada originalment anomenant al seu déu Jahvè amb l'expressió: «l'"altíssim" a l'assemblea dels fills d'El».
El, va arribar a tenir una descendència de més de 70 deïtats en els temps més antics. Això era així perquè existia la creença que la reialesa eren Fills de Déu o dels déus, una idea molt estesa per la Mediterrània, tot l'oest d'Àsia i altres parts del món. Des del moment en què el judaisme va fer a un costat totes les deïtats deixant només al seu Déu transcendental, i la transformació d'aquest El en Elohenu, el qual mai es va casar amb cap deïtat, ni cap mortal, per tant mai va tenir fills, anomenar-se fill de Déu era un anatema. El rabí Ximon bar Yohaï es va veure obligat a maleir a tot aquell que pretengués interpretar a la Torà i altres llibres, l'expressió "els fills de Déu" en el sentit ugarític. Aquesta interpretació havia estat immutable fins a la seva època (el segle ii), i només es va permetre el sentit bené elohim, que signifiqués «déu» i «jutge». La teoria de bar Yohaï per explicar la incorporació de l'accepció «jutge» és que quan un magistrat anava a jutjar un cas era posseït per l'Esperit de Déu (salm 82:6).
D'aquí la idea jueva que Elohim no vol dir «déus»: els israelites, a l'Antic Testament utilitzaven el terme El per referir-se al déu Jehovà, però en comptes d'usar-lo en singular l'usaven en plural: Elohim, (אֱלׂהִים). Els jueus i els cristians consideren Elohim un plural majestàtic, de manera que Elohim s'aplica al déu Jehovà significant «el tot poderós» o «el suprem». Fins i tot alguns catòlics diuen que podria referir-se a un anunci de la Trinitat. Altres erudits simplement el tradueixen de manera literal: déus.
En altres ocasions els israelites feien servir el nom El, o Elohim, per referir-se a una o diverses divinitats estrangeres:
| «                       | ...escolliu-vos avui a qui donareu culte: potser als déus (elohim), que van adorar els vostres pares a Mesopotàmia, o bé als déus (elohim) dels amorreus al país dels quals viviu. | » |
| — Llibre de Josuè 24.15 | |   |

## Títols principals
El és el pare de la «divina família» i president de l'assemblea dels déus en la Muntanya de la Reunió. També és anomenat:
- Toro per la seva fortalesa i potència creativa
- l'Ancià de Dies
- La Roca de les Edats, està representat en una roca en Ras Shamra.[18]
- El creador
- El bondadós
- El compassiu (Bíblia)
- l'Altíssim

## Influència en religions posteriors
Alguns conceptes integrats en els diversos usos de la paraula El es poden trobar en religions d'èpoques posteriors.
La unió entre els déus i els mortals es troba en gairebé totes les religions del món, en el cristianisme, Jesucrist és el Fill de Déu, anterior a la creació, la seva concepció virginal no pot entendre's com a fruit de la unió amb una criatura, la Mare de Déu, sinó com el mitjà per a l'encarnació a través de l'acció de l'Esperit Sant. El nom d'Alà deriva d'aquesta divinitat, ja que l'àrab és una llengua d'origen semita, i es conserven les principals connotacions que identifiquen la paraula El.

## Entopònimsiantropònims
La paraula El es pot trobant integrada en noms de lloc de la zona i en noms de persona, alguns dels quals s'esmenten a la Bíblia.
- Bab-el, Babel: la ciutat de Déu (?)
- Dani-el, Daniel: santificació del nom de Déu
- Eladah: eternitat de Déu
- Elasah: fets de Déu
- El-beth-el: el Déu de Betel
- Eldaah: coneixement de Déu
- Eldad: favorit de Déu
- Elead: testimoni de Déu
- Elealeh: ofrena cremada per Déu
- Eleazar, Eliezer: ajuda de Déu
- Elhanan: gracia, regalo o misericòrdia de Déu
- Eli: ofrena
- Elí: Déu meu
- Eliab: Eliabba: Déu és el meu pare
- Eliada: coneixement de Déu
- Eliakim: resurrecció de Déu
- Eliam: poble de Déu
- Eli-(i)ah, Elias, Elies: El-Yahvé (dos noms del mateix déu) o «Déu meu, Yahweh!»
- Eliasaph o Eliasaf: Déu augmenta
- Eliashib: Déu de la conversió
- Eliathah: tu ets el meu Déu
- Elidad: amat de Déu
- Eli-el: Déu, el meu Déu
- Elienai: el Déu dels ulls
- Elihoreph o Elijoref: Déu de l'hivern, Déu de la joventut
- Elika: pelicà de Déu
- Elim: cérvol
- Elimelech: Déu és rei
- Eliphal o Elifal: miracle de Déu
- Eliphalet o Elifalet: Déu d'alliberació
- Eliphaz: esforç de Déu
- Elyasa, Elisa, Elisenda; Eliseu: Déu ha ajudat
- Elisha: Déu salva
- Elishah: és Déu, anyell de Déu, Déu ajuda
- Elishama: Déu escolta
- Elishaphat: Déu jutja
- Elishua: Déu és la meva salvació
- Eliud: Déu és la meva alabança
- Elizabeth, Elisabet, Elisenda: jurament de Déu
- Elizur: Déu és la meva força o la meva roca; El-roca
- Elkanah: Déu gelós
- Elkeshai: Déu dur
- Ellasar: rebel·lant-se contra Déu
- Elkoshite: home d'Elkeshai
- Elmodam: Déu de la mesura, Déu de la roba
- Elnaam: Déu imparcial
- Elnathan: Déu ha donat, regal de Déu
- Elohim: els déus, el Poderós (segons el context)
- Elon: roure, jardí, fort
- Elon-beth-hanan: casa de la gracia o casa de la misericòrdia
- Elpaal: treball de Déu
- El Shadai: Déu de les Muntanyes. (No és clar si és un atribut del déu Yahweh, o s'adoptà la denominació d'un déu de la mitologia amorrea, que unit al nom del déu cananeu, s'usa com un nom més del Déu d'Israel).
- Elteketh: cas de Déu
- Eltolad: generació [procedent] de Déu
- Eluzai: Déu és la meva força
- Elyón: el Déu més alt o Altíssim
- Elzabad: Déu de la dot
- Elzaphan: Déu del vent del nord

- Emmanu-el, Emmanuel, Manuel: Déu és amb nosaltres
- Ichma-el, Isma-el, Ismael: Déu tiba o Déu escolta
- Gabr-iel, Gabriel: home de Déu o Força de Déu
- Israel, Ezrael, Ezri-el: força de Déu
- Mikha-el, Miquel: Déu és just
- Raguel: amic de Déu
- Rapha-el, Rafael: Déu ha guarit
- Remiel: tro de Déu
- Samu-el, Samuel: Déu escolta (?)
- Sariel: manament de Déu
- Uriel: Déu és llum
- Yehezquel, Ezequiel: Déu enforteix
- Yo-el, Joel: Jahvé és Déu